# Acrophyseter
Acrophyseter is een geslacht van uitgestorven potvissen die tijdens het Laat-Mioceen in de Grote Oceaan en Caribische Zee leefden.

## Fossiele vondsten
Fossielen van Acrophyseter zijn met name gevonden in de Pisco-formatie in Peru. De typesoort A. deinodon leefde tijdens het Tortonien–Messinien (8,5–6,7 miljoen jaar geleden). A. robustus leefde eerder, tijdens het Serravallien–Tortonien (circa 9,2 miljoen jaar geleden). Daarnaast zijn gedeeltelijke kaken van Acrophyseter gevonden in de Chagres-formatie in Panama. 

## Kenmerken
Acrophyseter behoort tot een clade van jagende potvissen binnen de Physeteroidea, zoals Livyatan die ook bekend is uit de Pisco-formatie. Met een lengte van 4 tot 4,5 meter was Acrophyseter de kleinste jagende potvis. De jagende potvissen hadden een korte, puntige snuit met sterk gekromde voortanden en robuuste tanden in beide kaken. Ze hadden dezelfde ecologische rol als de hedendaagse orka als bejagers van kleinere walvissen, zeehonden, haaien en pinguïns. 